# Khas Uruzgan (huyện)
Khas Uruzgan là một huyện thuộc tỉnh Oruzgan, Afghanistan. Dân số thời điểm năm 1999 là 56,758 người.